# Jungiella furcillata
Jungiella furcillata är en tvåvingeart som beskrevs av Krek 1979. Jungiella furcillata ingår i släktet Jungiella och familjen fjärilsmyggor. Inga underarter finns listade i Catalogue of Life.